# Барциці-Дольні
Барциці-Дольні (пол. Barcice Dolne) — село в Польщі, у гміні Старий Сонч Новосондецького повіту Малопольського воєводства.
Населення — 755 осіб (2011).
У 1975-1998 роках село належало до Новосондецького воєводства.

## Демографія
Демографічна структура станом на 31 березня 2011 року:
|          | Загалом | Допрацездатний вік | Працездатний вік | Постпрацездатний вік |
| -------- | ------- | ------------------ | ---------------- | -------------------- |
| Чоловіки | 375     | 89                 | 262              | 24                   |
| Жінки    | 380     | 79                 | 232              | 69                   |
| Разом    | 755     | 168                | 494              | 93                   |